# Нойенвег
Нойенвег (нем. Neuenweg) — община в Германии, в земле Баден-Вюртемберг. 
Подчиняется административному округу Фрайбург. Входит в состав района Лёррах.  Население составляет 340 человек (на 31 декабря 2006 года). Занимает площадь 12,65 км².